# Millepora platyphylla
Millepora platyphylla — вид вогняних коралів родини Мілепорових (Milleporidae). Відомі як пластинчасті вогняні корали.

## Опис
Millepora platyphylla формують великі колонії (зазвичай від 200 см до 300 см в діаметрі) із формуванням вертикальних пластин, що можуть становити 200 см заввишки. 
Колір колоній - блідо коричневий із білими гострими кінцівками.

## Поширення та середовище існування
Місце проживання - Індо-Тихоокеанська область: від Червоного моря та Східної Африки до Північної Австралії та Французької Полінезії.
Живе на глибині близько 3-6 метрів у тропічних водах.

## Галерея

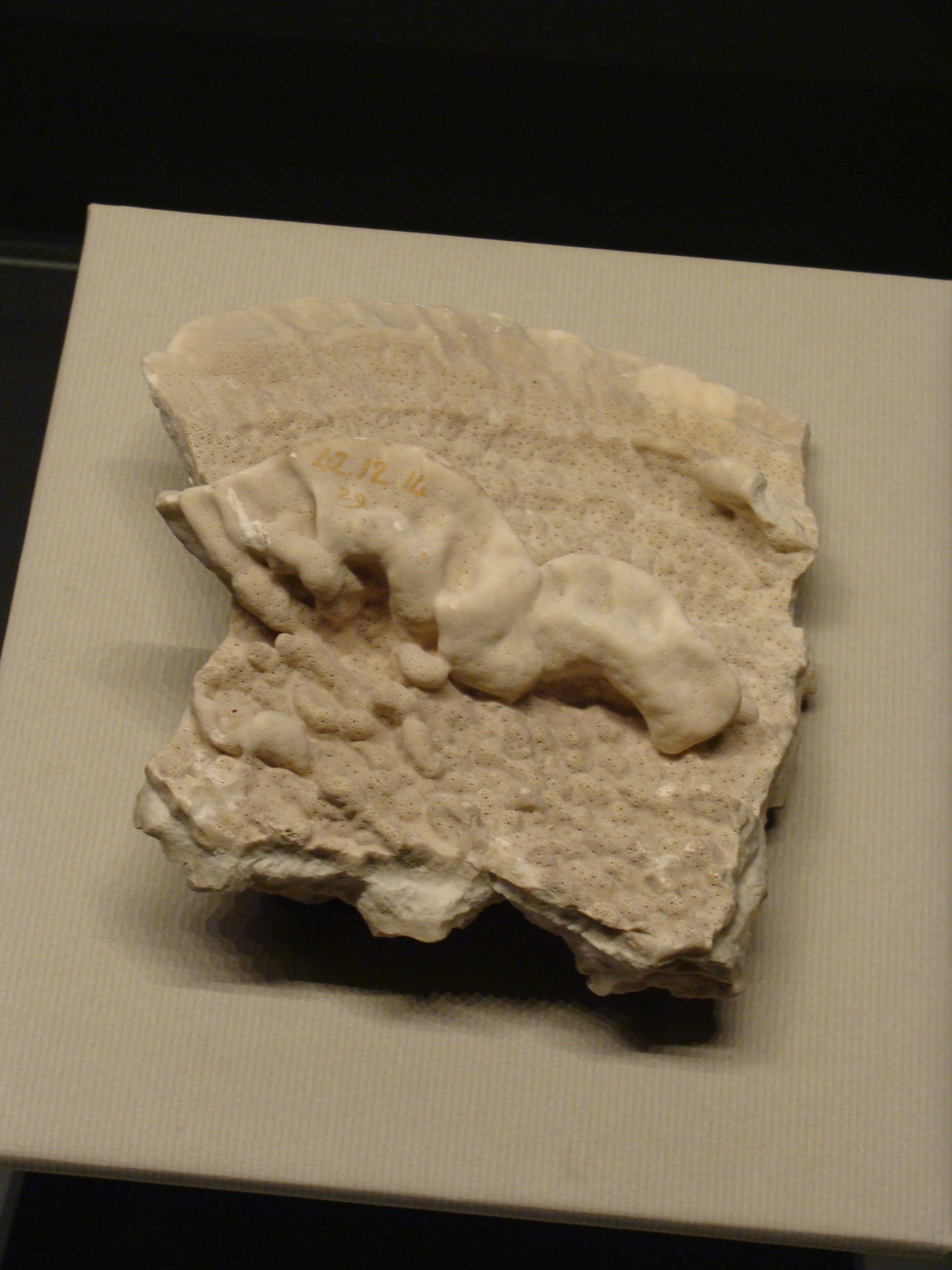
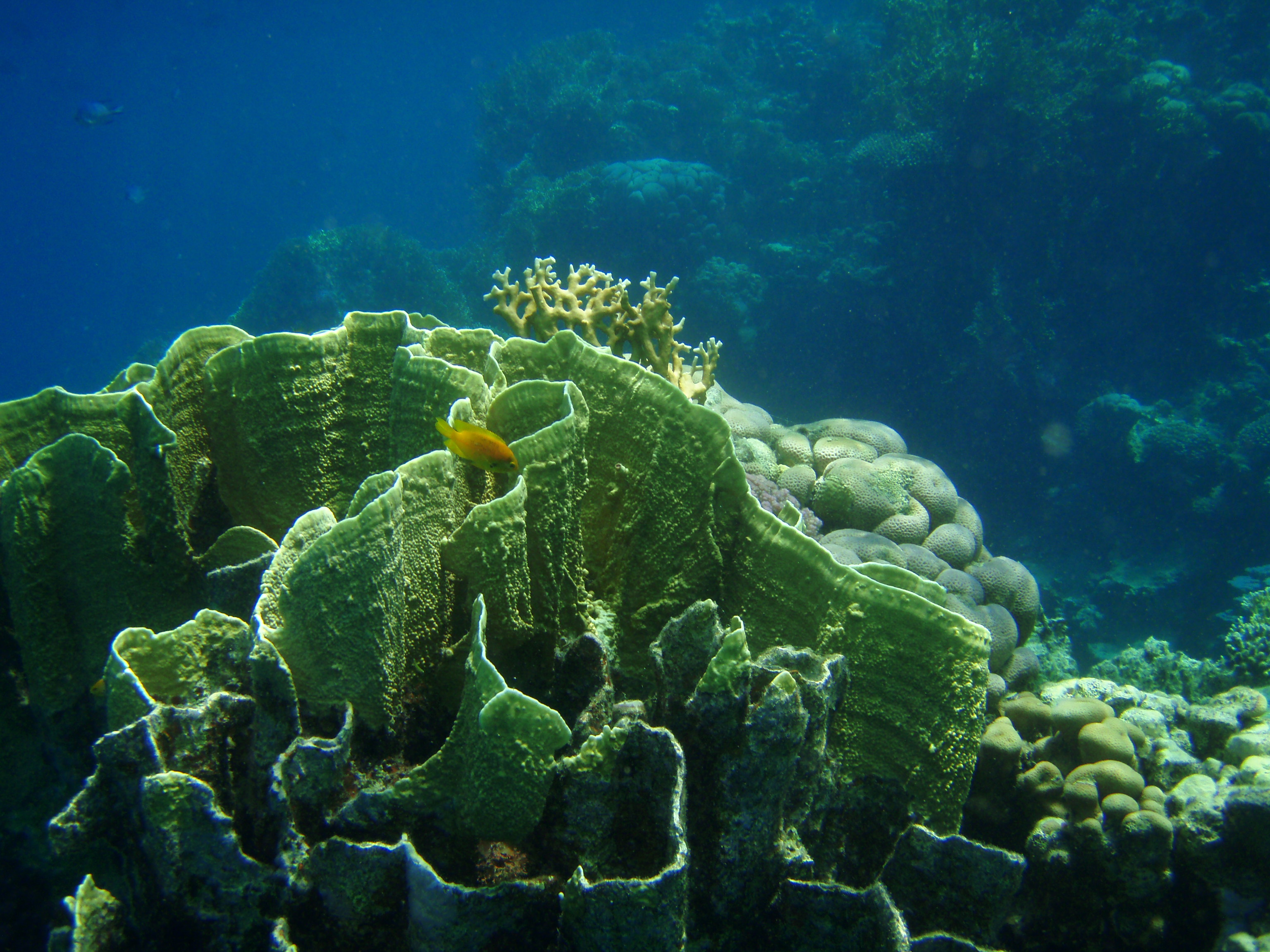
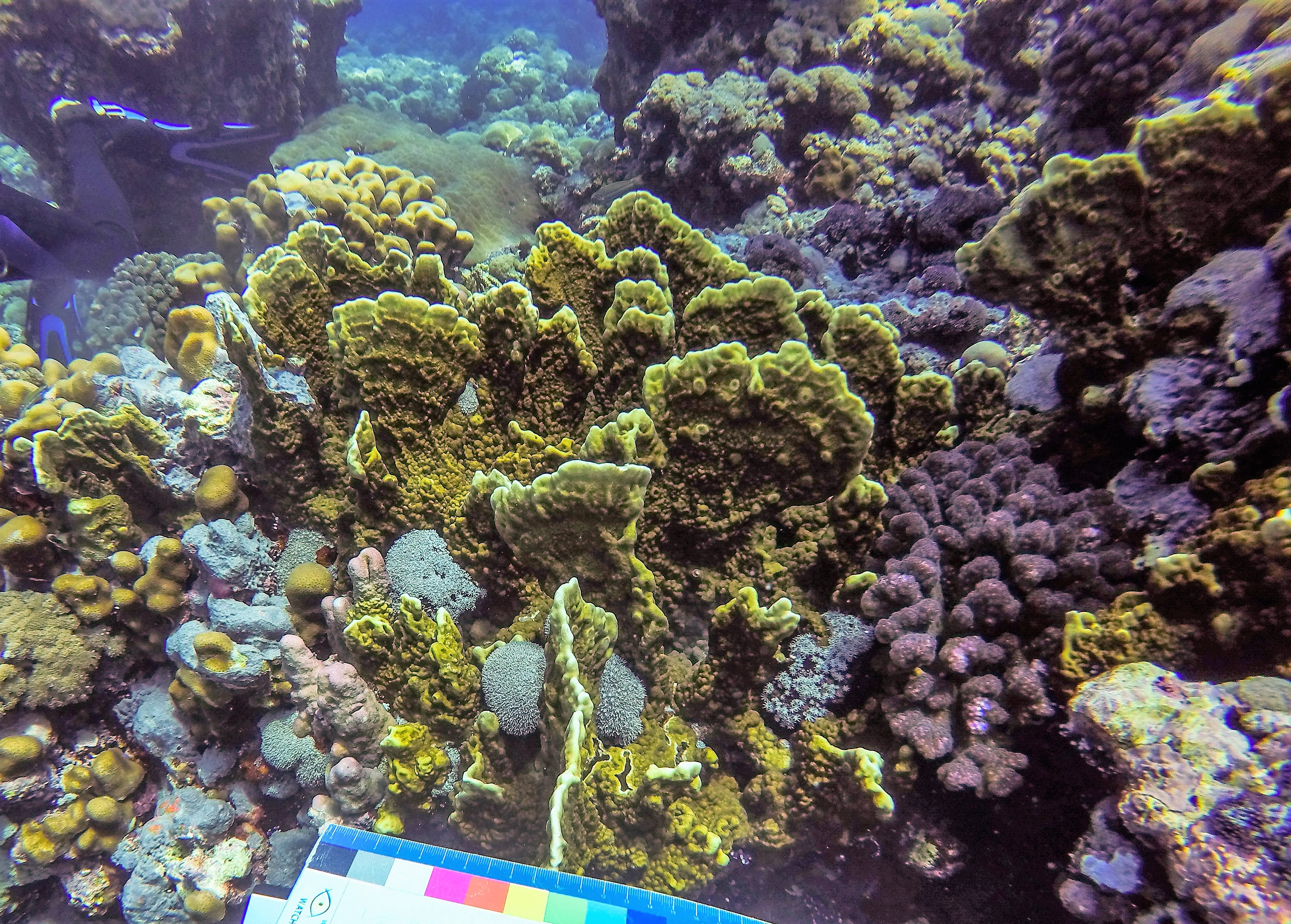
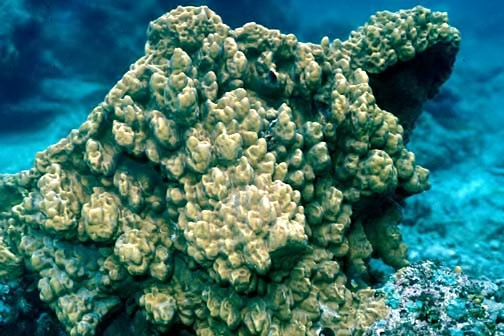